# Eusébio de Emesa
Eusébio de Emesa (ou Eusebius Emesenus, ca. 300–ca. 360) foi um erudito eclesiástico da igreja grega e um pupilo de Eusébio de Cesareia. Ele nasceu em Edessa por volta do início do século IV dC. Depois de receber sua educação fundamental em sua cidade natal, ele estudou teologia em Cesareia e em Antioquia, e filosofia e ciências em Alexandria. Entre seus professores estavam o próprio Eusébio e Patrófilo de Citópolis.

## Vida e obras
A reputação que ele adquiriu por sua erudição e sua eloquência fez com que lhe fosse oferecida a sé de Alexandria como sucessor do deposto Atanásio de Alexandria no início de 339 dC, mas ele recusou e o Concílio de Antioquia escolheu então Gregório da Capadócia, "um agente mais preparado para o trabalho duro que precisa ser feito". Eusébio aceitou o pequeno bispado de Emesa (a moderna cidade de Homs) na Fenícia. Porém, as suas habilidades como matemático e como astrônomo fizeram com que seu rebanho o acusasse de praticar bruxaria e teve que fugir para a Laodiceia. Uma reconciliação foi promovida pelo Patriarca de Antioquia, mas a tradição diz que Eusébio finalmente renunciou ao cargo e terminou sua vida estudando em Antioquia.
Sua fama como astrólogo chegou aos ouvidos do imperador romano Constâncio II, de quem ele se tornou um dos favoritos, acompanhando-o em muitas viagens. A simpatia teológica de Eusébio estava com o partido semi-ariano, mas seu interesse na controvérsia não era tão forte. Sua vida foi escrita por seu amigo Jorge de Laodiceia.
Um considerável número de seus sermões sobreviveram, embora eles não tenham sido sempre reconhecidos como obras suas. Butyaert descobriu um manuscrito em Troyes em 1914 contendo uma tradução latina deles. Uma coleção também existe em armênio, combinados com alguns sermões de Severiano de Gabala.
Segundo São Jerônimo em sua obra De Viris Illustribus (cap. 91), ele escreveu obras "Contra os Judeus, os Gentios e os Novacianos" e homilias sobre os Evangelhos, "curtos, mas numerosos". E foi enterrado em Antioquia.